# Qvennerstedt
Qvennerstedt (eller Quennerstedt) är en svensk släkt som härstammar från torparen Jöns Persson, bosatt i trakten av Västervik i Kalmar län (Småland). Jöns Persson (ca 1719-1780) och hans hustru Kerstin Larsdotter (död 1774) bodde 1754 på Bokbindartorpet på Västerviks stads ägor, men flyttade strax därefter till Schuberts hage (Schubbenhagen). Omkring 1760 kom familjen till det Kvännarstorpet invid sjön Kvännaren intill Västerviks stad.
Namnet Qvennerstedt tillkom när Jöns Perssons son Lars Jönsson (1757-1808) skrevs in i Västerviks stads skola 1769. Namnet skrevs då Quenstedt, vilket med all sannolikhet syftar på Kvännarstorpet. Dessutom fanns en tysk teolog vid namn Johann Andreas Quenstedt (1617-1688), vilket möjligen också kan ha varit en inspirationskälla. Då Lars 1780 kom till Linköpings gymnasium hade namnet fått sin nuvarande utformning: Qvennerstedt. Lars Qvennerstedt studerade 1780-1783 vid Uppsala universitet. Efter en resa till England och tjänst som regementspastor i Landskrona blev han 1806 kyrkoherde i Gamleby. Dock avled Lars Qvennerstedt redan 1808. Lars Qvennerstedt var gift med Margareta Cronhamn och hade med henne sonen Lorens Heribert.
Också Lars Qvennerstedts bröder upptog namnet Qvennerstedt. Äldste brodern Petter Qvennerstedt (1754-1812) var murarmästare i Jönköping. Brodern Sven Qvennerstedt (1763-1844) var jaktskeppare/båtsskeppare samt varvsarbetare i Västervik. Yngste brodern Jöns Qvennerstedt (1773-1827) var kakelugnsmakarlärling och blev senare artillerist.
Det finns i dag (2008) 107 personer med namnet Qvennerstedt/Quennerstedt i Sverige.

## Personer med efternamnet
- Anna Qvennerstedt (född 1971), svensk copywriter
- August Quennerstedt (1837–1926), svensk zoolog
- Axel Quennerstedt (1832–1905), svensk läkare och författare
- Gerhard Qvennerstedt (1893–1961), svensk militär
- Nils Quennerstedt (jurist) (1874–1962), svensk jurist
- Nils Quennerstedt (läkare) (1910–1986), svensk läkare